# ايس كريم (سلسلة)
ايس كريم سلسلة من الكتب المنوعة صدرت في عام 2006 حتى عام 2007 عن دار المبدعون للنشر، أشرف عليها الكاتب نبيل فاروق وكانت عبارة عن مجموعة من المقالات المتنوعة والقصص القصيرة، كان يكتبها عدد من الكتاب الشباب وقد قامت السلسلة على خلفية سلسلة زووم والتي كانت تصدر ضمن إصدارات المؤسسة العربية الحديثة.

## مضمون السلسة
كانت السلسلة عبارة عن خليط من المعلومات المثيرة والقصص القصيرة، وقد كان الكاتب نبيل فاروق قد اصدر قبلا نفس هذا الخليط في سلسلة زووم والتي كان يكتبها بصورة منفردة.

## أعداد السلسلة
صدر من السلسلة أربعة اعداد فقط قبل أن تتوقف وهي شوية حب، عجيبة يا دنيا، آه يا خوفي، ع الأصل دور.

## سبب التوقف
لا أحد يعلم بالضبط سبب توقف السلسلة مع انها حققت نجاح ممتاز وقدمت كتاب جدد إلى الساحة الأدبية مثل د. تامر إبراهيم وتامر فتحي وأحمد العايدي ولكن يعد التوقف الرئيسي كان بسبب توقف دار المبدعون للنشر ككل عن العمل بصورة عامة.